# Sicherheitsdienst

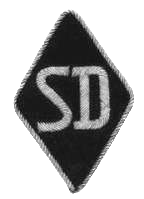
Insígnia de màniga d'oficial del Sicherheitsdienst (SD)

El Sicherheitsdienst (Servei de Seguretat – SD) era el servei d'intel·ligència de les SS. Aquesta va ser la primera organització d'intel·ligència en crear-se dins del Partit Nazi, i va ser considerada com una organització germana de la Gestapo, en la que la SS s'havia infiltrat enormement després de 1934. Entre 1933 i 1939, el SD va estar sota l'autoritat de la, sent administrada com una oficina independent de les SS, i després va ser transferida sota l'autoritat de l'Oficina Principal de Seguretat del Reich (Reichssicherheitshauptamt, o RSHA), com una més de les seves 5 agències.
Igual que tota la resta d'organitzacions tutelades pel Partit Nazi, va ser condemnada als Judicis de Nuremberg per crims contra la humanitat, sent prohibida a Alemanya.

## Història
El SD va ser una de les organitzacions de seguretat de les SS més antigues, i va ser format el 1931 com al Ic-Dienst, operant des d'un simple apartament i responent directament a Heinrich Himmler. Himmler nomenà a Reinhard Heydrich, un antic oficial de la Kriegsmarine, perquè organitzés la petita agència. El 1932, l'oficina passà a denominar-se SD. El SD esdevingué molt més poderós després que els nazis van prendre el poder a Alemanya i les SS començaren a penetrar en les posicions dirigents de tot l'aparell de seguretat del Reich. El 1938, el SD esdevingué l'organització d'intel·ligència de l'Estat, a més del Partit, donant suport a la Gestapo i treballant amb l'Administració General i Interior.
El SD hagué d'encarregar-se de la detecció dels enemics reals o en potència del lideratge nazi, així com la neutralització d'aquesta oposició. Per complir aquesta tasca, el SD creà una organització d'agents i informadors per tot el Reich, i posteriorment per tots els territoris ocupats. L'organització consistia en uns centenars d'agents a temps complet i de diversos milers d'informadors. El SD era principalment l'agència de recollida d'informació, mentre que la Gestapo i, en part la Kriminalpolizei, eren les agències executives d'un sistema policial. Tant el SD com la Gestapo estaven sota el control de Heinrich Himmler com a Cap de la Policia Alemanya, però la Kripo va aconseguir mantenir un nivell d'intel·ligència, ja que la seva estructura datava de molt més abans i estava molt més establerta.
El 1936, la policia va ser dividia en la Ordnungspolizei (Orpo o Orde Policial) i la Sicherheitspolizei (Sipo o Policia de Seguretat). La Ordnungspolizei consistia principalment en la Schutzpolizei (policia municipal), la Gendarmerie (policia rural) i la Gemeindepolizei (policia local). La Sicherheitspolizei estava formada per la Kriminalpolizei (Kripo) i la Geheime Staatspolizei (Gestapo). Heydrich esdevingué Cap de la Policia de Seguretat i SD.

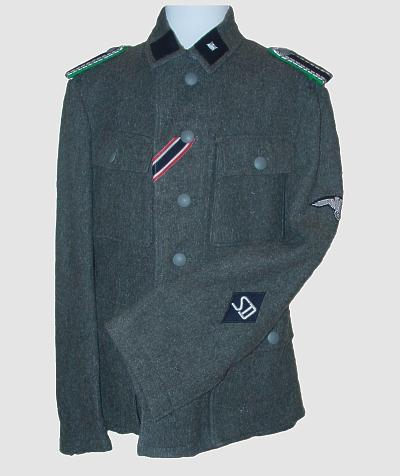
Uniforme.

El 1939, la Sicherheitspolizei estava centralitzat al Reichssicherheitshauptamt (RSHA, Oficina Principal de Seguretat del Reich). Les seccions operatives del SD eren el Amt III (excepte per la intel·ligència estrangera, que estava situat al Amt IV); la Gestapo esdevingué el "Amt" IV i la Kripo era el Amt V. Otto Ohlendorf va ser nomenat Cap del Amt III, el SD-Interior (Alemanya); Heinrich Müller va ser nomenat Cap del Amt IV, la Gestapo; Artur Nebe era el Cap del Amt V; i Walter Schellenberg, i era el Cap del Amt VI, el SD-Ausland (fora d'Alemanya). Posteriorment, el 1944, la majoria de les seccions del Abwehr (intel·ligència militar) van ser incorporades al Amt VI.
Heydrich era el Cap de la Policia de Seguretat i SD (RSHA) fins al seu assassinat el 1942, sent succeït per Ernst Kaltenbrunner. Kaltenbrunner va prendre possessió del càrrec el 30 de gener de 1943, on s'està fins al final de la guerra. El SD va ser declarat una organització criminal després de la guerra i els seus membres van ser jutjats com a criminals de guerra a Nüremberg.

## Organització
El 1933, l'organisme era conegut com el SS SD-Amt i, el 1934, es transformà en la base per a l'organització de seguretat de l'Estat oficial de la Sicherheitspolizei. El 1939, el SD va ser dividit en dues oficines: el Inland-SD i el Ausland-SD, i situat sota l'autoritat del RSHA.
El 1941, el SD estava organitzat en les seccions següents:

### Inland-SD
L'Inland-SD era responsable de la intel·ligència i la seguretat a l'interior d'Alemanya, i estava dividit en els següents departaments:
- Departament A (Lleis i Estructures Legals)
- Departament B (Afers Ètnics i Racials)
- Departament C (Afers Culturals i Religiosos)
- Departament D (Indústria i Comerç)
- Departament E (Alta Societat)

El Ausland-SD era l'agència d'intel·ligència de l'exterior del III Reich. El 1944, el Ausland-SD també va assumir les funcions de l'Abwehr. Estava dividit en els departaments següents:
- Departament A (Organització i Administració)
- Departament B (Espionatge a l'Oest)
- Departament C (Espionatge a la Unió Soviètica i Japó)
- Departament D (Espionatge a l'esfera americana)
- Departament E (Espionatge a l'Europa Oriental)
- Departament F (Assumptes Tècnics)

### Forces de Seguretat
El SD i la Sipo eren les fonts principals d'oficials per a les forces de seguretat als territoris ocupats. El SD-Sipo encapçalaven batallons que eren habitualment situats sota el comandament dels Caps de la SS i la Policia, informant directament al RSHA a Berlín. El SD també estava pressent als camps de concentració i subministrava personal, segons les necessitats, per a les tropes d'acció especial com els Einsatzgruppen. La SD-Sipo també eren l'agència principal, en conjunció amb la Ordnungspolizei, assignada a mantenir l'ordre i la seguretat als guetos jueus creats pels alemanys als territoris de l'Europa Oriental. La imatge típica de les tropes de les SS assaltant els guetos i atacant víctimes innocents pot ser atribuïda a les tropes del SD, Sipo i Ordnungspolizei, sota el comandament dels caps locals de la SS i la Policia. La majoria del personal del SD, no obstant, mai no abandonà les seves tasques d'oficina a Alemanya, proporcionant intel·ligència per a la protecció del règim.

### Oficines locals
El SD també mantenia oficines locals a les principals ciutats alemanyes. Les oficines menors eren conegudes com les SD-Unterabschnitte, i les majors SD-Abschnitte. Totes les oficines locals del SD responien davant un comandant local conegut com a Inspektor des Sicherheitspolizei und SD, que estava sota les ordres tant del RSHA i dels caps locals de la SS i la Policia.